# Charleroi járás
Charleroi járás (franciául:Arrondissement de Charleroi; hollandul:Arrondissement Charleroi) egyike a belga Hainaut tartomány hét közigazgatási körzetének. A közigazgatási feladatok mellett igazságszolgáltatási feladatokat is ellátó körzet lakossága 2007. január 1-jén kb. 422 000 fő volt, a körzet területe 554,55 km².
A körzetet 1800-ban hozták létre a francia megszállás során végrehajtott közigazgatási reformok részeként, akkor Jemappes tartomány része volt. A körzetet kilenc kantonra osztották fel: Beaumont, Binche, Charleroi, Chimay, Fontaine-l'Evêque, Gosselies, Merbes-le-Château, Seneffe és Thuin.
1818-ban, már az Egyesült Holland Királyságon belül, Beaumont, Binche, Chimay, Merbes-le-Château és Thuin körzeteket az újonnan létrehozott  Thuin körzethez csatolták, aminek eredményeként a Charleroi körzet elvesztette területének közel kétharmadát és lakosságának felét.
1977-ben az újonnan városi rangra emelt Boignee települést csatolták a Namur körzethez, illetve Familleureux települést és környékét csatolták Soignies körzethez.

## A körzet községei
Önálló községek:
| - Aiseau-Presles - Chapelle-lez-Herlaimont - Charleroi - Châtelet - Courcelles - Farciennes - Fleurus |

| - Fontaine-l'Evêque - Gerpinnes - Les Bons Villers - Manage - Montigny-le-Tilleul - Pont-à-Celles - Seneffe |

Résztelepülések:
| - Acoz - Aiseau - Arquennes - Bellecourt - Bois-d'Haine - Bouffioulx - Brye - Buzet - Chapelle-lez-Herlaimont - Charleroi - Châtelet - Châtelineau - Couillet - Courcelles - Dampremy - Familleureux - Farciennes - Fayt-lez-Manage - Feluy - Fleurus - Fontaine-l'Evêque - Forchies-la-Marche - Frasnes-lez-Gosselies - Gerpinnes |

| - Gilly - Godarville - Gosselies - Gougnies - Goutroux - Gouy-lez-Piéton - Heppignies - Joncret - Jumet - La Hestre - Lambusart - Landelies - Leernes - Liberchies - Lodelinsart - Loverval - Luttre - Manage - Marchienne-au-Pont - Marcinelle - Mellet - Monceau-sur-Sambre - Montignies-sur-Sambre - Montigny-le-Tilleul |

| - Mont-sur-Marchienne - Obaix - Petit-Roeulx-lez-Nivelles - Piéton - Pironchamps - Pont-à-Celles - Pont-de-Loup - Presles - Ransart - Rèves - Roselies - Roux - Saint-Amand - Seneffe - Souvret - Thiméon - Trazegnies - Viesville - Villers-Perwin - Villers-Poterie - Wagnelée - Wanfercée-Baulet - Wangenies - Wayaux |

## A körzet lakosságának alakulása
- Forrás:NIS (Belga Statisztikai Hivatal) - Adatok:1806 és 1970 között=az 1970-es népszámlálás adatain alapuló becslés; 1980- napjainkig =  lakosság száma az adott év január 1-jén

1. ↑  Wettelijke Bevolking per gemeente op 1 januari 2018. Statbel. (Hozzáférés: 2019. március 9.)